# Henricia asthenactis
Henricia asthenactis is een zeester uit de familie Echinasteridae.
De wetenschappelijke naam van de soort werd in 1910 gepubliceerd door Walter Kenrick Fisher.